# 慕格湖 (土卫六)
慕格湖（Müggel Lacus）是在土星最大的卫星土卫六上发现的众多碳氢化合物湖之一。
该湖泊位于土卫六上北纬84.44度、西经203.5度处，由液体甲烷和乙烷组成，直径为170公里，它是土卫六上已命名湖泊中的第五大湖泊。其名称取自德国柏林的慕格湖，2013年12月3日被国际天文学联合会正式采用。